# Benzedor

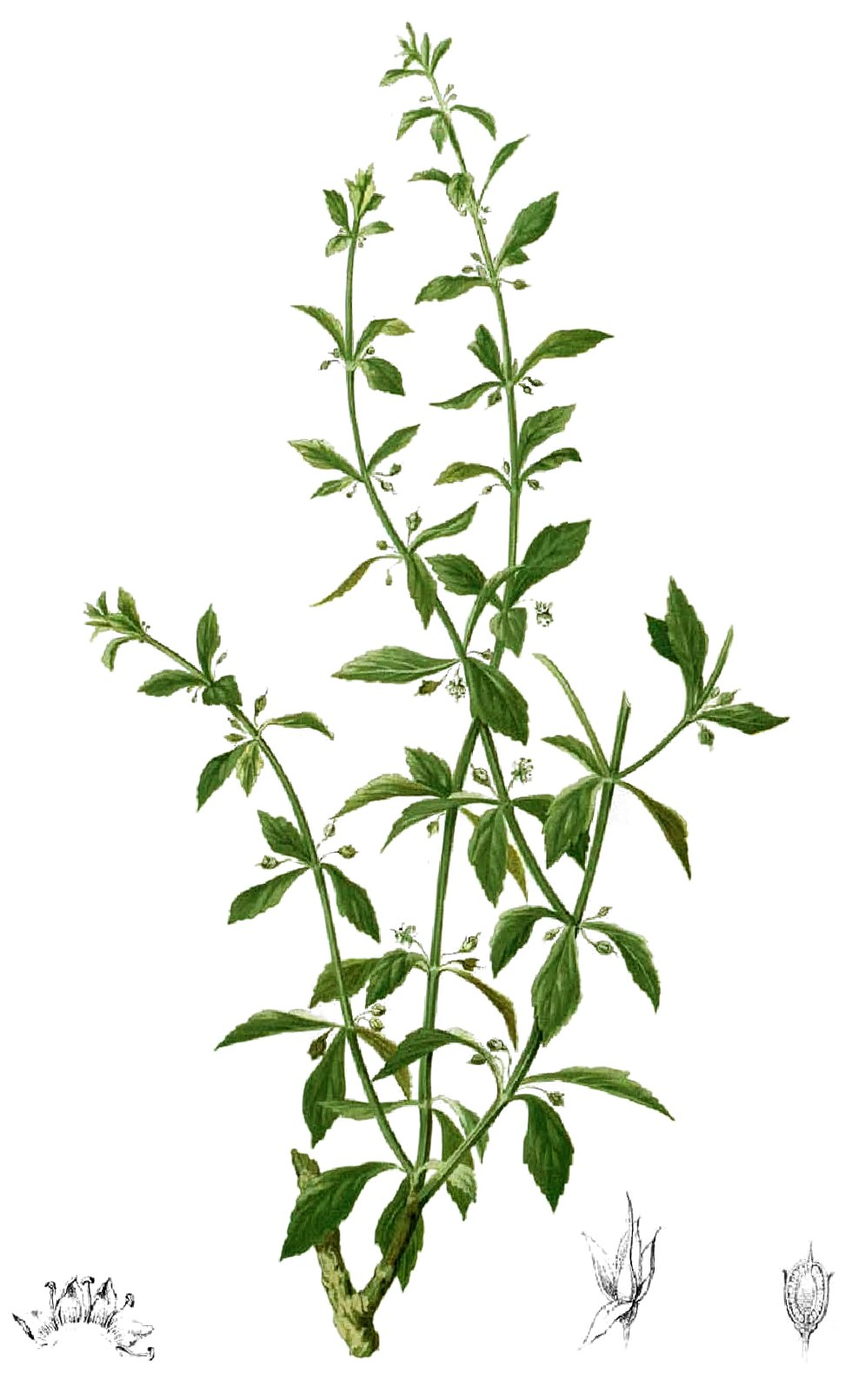
A Vassourinha Scoparia dulcis e Arruda são típicas plantas utilizadas em rituais de "reza" no Brasil

Benzedor, Curador ou simplesmente Rezador é uma atividade, muitas vezes considerada curandeirismo, destinada a curar uma pessoa doente, aplicando sobre ela gestos, em geral acompanhados por alguma erva com pretensos poderes sobrenaturais, ao tempo em que se aplica uma prece. Constitui-se num importante elemento da cultura popular do Brasil, e tem suas origens no sincretismo religioso.
Um estudo sobre tais práticas tanto pode ser realizado nos parâmetros da antropologia médica ou no âmbito da parapsicologia e estudos da religião e cura pela fé. Em ambos os casos a maioria das pesquisas referem-se a estudos específicos de casos cura ou descrição dos curadores com suas respectivas crenças (com detalhadas descrições das rezas e plantas utilizadas) e/ou os itinerários terapêuticos e percepção do "pacientes" sobre a doença e tratamento.

## O rezador
Apesar da resistência da ciência oficial, a atividade muitas vezes impressiona pelos seus efeitos, atribuídos pelos cientistas por um componente subjetivo que é a fé daqueles que se submetem à cura.
Ao contrário dos curandeiros, charlatães, e outros aproveitadores, o Benzedor em geral é alguém da própria comunidade, e que recebeu os ensinamentos dos antigos, sempre de forma oral - razão pela qual não há registros sobre eventuais fórmulas, bem como mantêm em segredo a oração que proferem - geralmente não cobrando por suas atividades (embora nada obste que o faça).

## Origens
Os rezadores são típicos das regiões remotas, onde os médicos são escassos, os remédios alopatas inacessíveis. A origem nos pajés indígenas é patente - sendo que na Região Amazônica ambos os conceitos são sinônimos - com a aplicação de elementos próprios da religião cristã. Não se pode descartar também a influência da cultura africana nas regiões onde predominou a colonização com mão de obra escrava.

## Mesmerismo e magnetismo segundo o Espiritismo
Para o Espiritismo o Benzedor está intuitivamente aplicando os princípios do "magnetismo espiritual", cujo estudo pseudo-científico iniciou-se no século XVIII com o Dr. Franz Anton Mesmer (1734-1815).
Consta que o médico brasileiro Dr. Adolfo Bezerra de Menezes Cavalcanti (1831-1900), um dos fundadores da doutrina espírita no Brasil enquanto vereador do Rio de Janeiro realizou pesquisas sobre medicina medianímica praticada na época, inclusive com  pesquisa de campo com o médium receitista João Gonçalves do Nascimento (1844 - 1916) com parecer favorável sobre sua eficácia.